# Boutenac-Touvent
 Boutenac-Touvent  es una población y comuna francesa, situada en la región de Nueva Aquitania, departamento de Charente Marítimo, en el distrito de Saintes y cantón de Cozes.

## Demografía
| 278 | 246 | 227 | 231 | 219 | 217 |
| Para los censos de 1962 a 1999 la población legal corresponde a la población sin duplicidades (Fuente: INSEE [Consultar]) |     |     |     |     |     |